# Бунсборо (Меріленд)
Бунсборо (англ. Boonsboro) — місто (англ. town) в США, в окрузі Вашингтон штату Меріленд. Населення — 3799 осіб (2020).

## Географія
Бунсборо розташоване за координатами 39°30′26″ пн. ш. 77°39′29″ зх. д. / 39.50722° пн. ш. 77.65806° зх. д. (39.507350, -77.658163).  За даними Бюро перепису населення США в 2010 році місто мало площу 7,52 км², з яких 7,51 км² — суходіл та 0,01 км² — водойми. В 2017 році площа становила 7,94 км², з яких 7,92 км² — суходіл та 0,01 км² — водойми.

## Демографія
Згідно з переписом 2010 року, у місті мешкало 3336 осіб у 1237 домогосподарствах у складі 879 родин. Густота населення становила 444 особи/км².  Було 1327 помешкань (176/км²).
Расовий склад населення:
| - 95,4 % — білих - 2,1 % — чорних або афроамериканців - 1,0 % — азіатів - 0,1 % — вихідців з тихоокеанських островів - 0,1 % — корінних американців |

До двох чи більше рас належало 0,7 %. Частка іспаномовних становила 2,7 % від усіх жителів.
За віковим діапазоном населення розподілялося таким чином: 24,3 % — особи молодші 18 років, 59,5 % — особи у віці 18—64 років, 16,2 % — особи у віці 65 років та старші. Медіана віку мешканця становила 40,8 року. На 100 осіб жіночої статі у місті припадало 87,3 чоловіків;  на 100 жінок у віці від 18 років та старших — 83,4 чоловіків також старших 18 років.
Середній дохід на одне домашнє господарство  становив 76 892 долари США (медіана — 64 306), а середній дохід на одну сім'ю — 88 873 долари (медіана — 76 635). Медіана доходів становила 63 750 доларів для чоловіків та 47 500 доларів для жінок. За межею бідності перебувало 6,9 % осіб, у тому числі 6,5 % дітей у віці до 18 років та 17,1 % осіб у віці 65 років та старших.
Цивільне працевлаштоване населення становило 1689 осіб. Основні галузі зайнятості: науковці, спеціалісти, менеджери — 23,0 %, освіта, охорона здоров'я та соціальна допомога — 22,2 %, роздрібна торгівля — 14,4 %, публічна адміністрація — 9,1 %.